# Cratères de Rio Cuarto
Les cratères de Río Cuarto sont un groupe d'une dizaine de dépressions ellipsoïdales situées dans la province de Córdoba en Argentine. Leur longueur varie de quelques centaines de mètres à 4,5 kilomètres.
Le débat scientifique n'est pas clos quant à savoir si ces structures ont été formées par des impacts météoritiques ou par des processus éoliens superficiels. Les cratères sont officiellement recensés dans le Earth Impact Database.

## Découverte
En 1990 le capitaine Ruben Lianza de l'Armée de l'air argentine, astronome amateur, documenta grâce à des photographies aériennes la présence de plusieurs dépressions de dimensions similaires et toutes allongées selon un axe NE-SO. Il les interpréta comme un ensemble de cratères d'impact. 

## Origine des cratères

### Hypothèse de l'impact de météores
Un tel ensemble de cratères allongés (au lieu de la forme circulaire habituelle) est théoriquement possible comme le démontrent les modélisations en laboratoire. Ce phénomène a été observé sur la Lune et sur Mars. Le problème est qu'il nécessite un angle d'impact rasant (inférieur à 15°) quasiment impossible à obtenir sur Terre du fait de la densité de notre atmosphère. La grande majorité des impacts sur Terre se fait à des angles supérieurs à 45°.

### Hypothèse de l'érosion éolienne
Des études poussées par analyse de données satellitaires ont dénombré plus de 400 structures du même type dans la région. Ceci ne va pas dans le sens d'une origine météoritique. De plus l'analyse géomorphologique ne montre aucune bordure de cratère. La conclusion est que les dépressions sont des reliquats de champs de dunes formées par le vent dominant dans les terrains meubles (lœss) selon une direction nord-est sud-ouest.

### Datation des structures
Des quartz choqués et des verres d'impact, dont l'origine est indéniablement météoritique, ont été retrouvés dans les structures de Río Cuarto. Cependant rien ne prouve qu'ils ont été formés sur place, les terrains sédimentaires de la région étant formés par du matériel qui a pu être transporté sur plusieurs centaines de kilomètres. En 2011 une étude a daté le matériel d'origine météoritique et identifié deux ensembles : l'un âgé de 570.000 ans et l'autre âgé de 10.000 ans. Il y a donc deux cratères sources différents, le premier étant bien plus vieux que les structures actuelles de Río Cuarto dont l'âge est estimé entre 10.000 et 100.000 ans.